# Premio Fuente de Castalia
El Premio Fuente de Castalia es un reconocimiento público a instituciones y personajes dedicados al teatro clásico. Lo otorgan anualmente, desde 2006, la Comunidad de Madrid y el Ayuntamiento de Alcalá de Henares, en el marco del Festival Iberoamericano del Siglo de Oro de la Comunidad de Madrid- Clásicos en Alcalá . 

## Características
La Fuente de Castalia era un manantial situado en el monte Parnaso, del que manaban las aguas donde los poetas bebían para su inspiración.
El Premio Fuente de Castalia es una distinción que reconoce a “aquellas personas o instituciones que a lo largo de su trayectoria vital o profesional hayan ejercido su talento y su trabajo para propiciar el deleite de los otros”, destaca así "la labor de una institución, entidad o persona cuyo trabajo haya sobresalido en la recuperación del teatro clásico, en la puesta en valor de la literatura áurea, o en la creación de nuevos públicos para el teatro clásico." El galardón es una figura diseñada ex profeso por el escultor Jorge Varas.

## Palmarés
| Año  | Premiado                                        | Observaciones                                                                                          | Imagen |
| ---- | ----------------------------------------------- | --- | ------ |
| 2025 | José Luis Alonso de Santos                      | Director de teatro y dramaturgo                                                                        |        |
| 2024 | Carlos Hipólito                                 | Actor y locutor                                                                                        |        |
| 2023 | Laila Ripoll                                    | Directora de escena, profesora y dramaturga                                                            |        |
| 2022 | Ron Lalá                                        | Compañía española de teatro y humor, con música en directo, fundada en 1996                            |        |
| 2021 | Festival Internacional Cervantino de Guanajuato | Acontecimiento cultural celebrado anualmente en la ciudad mejicana de Guanajuato desde 1953            |        |
| 2020 | Rafael Álvarez "El Brujo"                       | Actor y dramaturgo español                                                                             |        |
| 2019 | Declan Donnellan                                | Director de cine/teatro y autor británico                                                              |        |
| 2018 | María Ruiz                                      | Dramaturga, pedagoga y directora de teatro                                                             |        |
| 2017 | Vicente Fuentes                                 | Actor, e investigador y pedagogo sobre la voz y la palabra en sus aplicaciones en las artes escénicas. |        |
| 2016 | Juan Sanz y Miguel Ángel Coso                   | Director y escenógrafo de Antiqua Escena                                                               |        |
| 2015 | Blanca Portillo                                 | Actriz, productora y directora de teatro                                                               |        |
| 2014 | Eduardo Vasco                                   | Director escénico                                                                                      |        |
| 2013 | Miguel Narros                                   | Director teatral                                                                                       |        |
| 2012 | Ana Zamora                                      | Dramaturga y directora de escena teatral                                                               |        |
| 2011 | Nuria Espert                                    | Actriz española de teatro, cine y ópera                                                                |        |
| 2010 | Compañía Nacional de Teatro Clásico             | Compañía teatral española de carácter público, fundada en 1986                                         |        |
| 2006 | Festival de Teatro Clásico de Almagro           | Acontecimiento cultural celebrado anualmente en Almagro desde 1978                                     |        |